# Кулешов, Валерий Владимирович
Вале́рий Влади́мирович Кулешо́в (род. 6 ноября 1942, Новосибирск) — советский и российский экономист, доктор экономических наук (1980), профессор (1983), член-корреспондент АН СССР (1987), академик РАН (29.05.1997).

## Биография
Окончил общеэкономический факультет Московского института народного хозяйства. С 1965 года работает в Институте экономики и организации промышленного производства СО РАН; заместитель директора в 1986—1991, директор в 1992—2016 годах. Кандидат экономических наук (1969, диссертация «Моделирование организационных структур научно-исследовательских учреждений»). Координатор и член редколлегии журнала «ЭКО». Преподаёт в Новосибирском университете; заведует кафедрой экономического управления, является членом учёного совета. Председатель Объединённого учёного совета по экономическим наукам СО РАН. Академик Международной академии регионального развития и сотрудничества (1996).

## Награды и премии
- Орден «За заслуги перед Отечеством» IV степени (2007)[2]
- Орден Почёта (1999) — за большой вклад в развитие отечественной науки, подготовку высококвалифицированных кадров и в связи с 275-летием Российской академии наук[3]
- Премия Правительства Российской Федерации в области науки и техники (2002)[4]
- Почётная грамота Губернатора Красноярского края (25 декабря 2012) — за большой личный вклад в развитие экономической науки
- Премия имени Косыгина (2002)
- Диплом «Почётный главный научный сотрудник» Академии общественных наук провинции Хэйлунцзян (КНР)
- Почётная грамота Российской академии наук (11 июля 2024) — за многолетний плодотворный труд, большой вклад в развитие российской науки, высокий профессионализм, ответственное отношение к работе и в связи с 300-летием Российской академии наук

## Основные работы
Книги
- Модельное обеспечение технологии плановых расчетов. Новосибирск: Наука, 1980;
- Ресурсы. Экономия и бережливость / Отв. ред. Р. И. Шнипер ; СО АН СССР. — Новосибирск: Наука, 1990;
- Статистическое моделирование и прогнозирование. М., 1990 (совм. с Б. Б. Розиным, М. А. Ягольницером);
- Cибирь на пороге нового тысячелетия. Новосиб., 1998 (отв. ред.);
- Стратегии макрорегионов России: Методологические подходы, приоритеты и пути реализации. М., 2004 (в соавт.).

Статьи
- Математическая статистика в планировании и управлении производством // ЭКО. — 1970. — № 6;
- Interations for the construction of models for long-range sectoral planning // Industrial development and industrial policy : Proc. of the 2nd Intern. conf. on industrial economics, Szekerfehervar, Hungary, 1978. — Budapest, 1979;
- Не сэкономил? Очень плохо! // ЭКО. — 1983. — № 11;
- Применение игровых ситуаций в изучении капиталистических рентных отношений // Экономические науки. — 1989. — № 2;
- Прокормись сам! // ЭКО. — 1991. — № 9;
- Экономика должна быть экономной… // ЭКО. — 1992. — № 9.
- Экономика Сибири: этапы развития, современные проблемы и варианты будущего // Общество и экономика. — 1999. — № 3-4.
- Социально-экономическая ситуация в Сибири // Вестник Российской академии наук. 2002. № 3;
- Стратегические проекты развития важнейших хозяйственных комплексов Сибири // Регион: экономика и социология. — 2006. — № 1.
- Мировой финансовый кризис и его последствия для России // ЭКО. — 2009. — № 1.